# Lowell Wood
Lowell Lincoln Wood Jr. (1941) é um inventor e astrofísico americano que esteve envolvido com a Iniciativa Estratégica de Defesa e com estudos de geoengenharia. Ele já petenceu ao Laboratório Nacional Lawrence Livermore e ao Instituto Hoover e presidiu a Comissão EMP.  Lowell é um inventor prolífico, sendo dono de 1761 patentes nos EUA até 21 de Agosto de 2018. Ele ultrapassou Thomas Edison em 30 de Junho de 2015, tornando-se o inventor mais prolífico de todos os tempos dos Estados Unidos com base no número de patentes de utilidade americanas emitidas.
Lowell obteve seu PhD em geofísica pela Universidade da Califórnia em Los Angeles em 1965 pela tese intitulada Processos Hipertermais na Atmosfera Solar. Atualmente, ele trabalha para a Intellectual Ventures.

## Trabalho Político
Lowell faz consultoria para think tanks globais sobre o aquecimento global.[carece de fontes?] Ele propõe medidas contra o aquecimento global, incluindo espelhos espaciais, sequestro de carbono no oceano, empregando aerossóis estratosféricos de sulfato e reatores nucleares supereficientes. Por meio da Intellectual Ventures, ele faz consultoria a Bill Gates e à Fundação Bill e Melinda Gates, em apoio ao seu programa global de vacinação e outros projetos humanitários.